# Ludovic Orban
Ludovic Orban (n. 25 mai 1963, Brașov, România) este un politician și inginer român, care a deținut funcția de președinte al Partidului Național Liberal (17 iunie 2017–25 septembrie 2021). A fost cel de-al 68-lea prim-ministru al României în perioada 4 noiembrie 2019–7 decembrie 2020 (în guvernele Orban 1 și Orban 2). În perioada aprilie 2007–decembrie 2008 a fost ministru al transporturilor în Guvernul Tăriceanu II. Cât timp a fost prim-ministru, guvernarea acestuia (reprezentată de un cabinet minoritar PNL) a fost marcată de pandemia de COVID-19 în România. 

## Biografie
Ludovic Orban s-a născut în data de 25 mai 1963, în Brașov, într-o familie multietnică, tatăl său, fost ofițer de securitate, fiind de etnie maghiară (Imre Orbán), iar mama sa de etnie română. Ludovic Orban este fratele mai mic al lui Leonard Orban, fost comisar european pentru Multilingvism și fost ministru al Afacerilor Europene.
După finalizarea studiilor medii la Liceul „Andrei Șaguna” din Brașov (1981), a absolvit cursurile Facultății de Tehnologia Construcțiilor de Mașini din cadrul Universității din Brașov (1988) și studii postuniversitare la Facultatea de Științe Politice din cadrul Școlii Naționale de Studii Politice și Administrative (1993). A lucrat apoi ca inginer stagiar la Izolatorul Târgu Secuiesc (1988–1990), inginer tehnolog la Tractorul Brașov (1990–1991) și redactor la cotidianul Viitorul Românesc (1991–1992).

## Activitate politică
Ludovic Orban a intrat în politică în 1992, ca membru al PNL – Aripa Tânără, devenit ulterior PL '93. Între 1993 și 1997 a fost membru în Comitetul Director al PL '93. A fost ales din partea acestui partid în posturile de consilier local în Consiliul Sectorului 3 (1992–1996) și consilier local în Consiliul Sectorului 1 (1996–1997). PL '93 a fuzionat cu PNL în 1998. În același an, Ludovic Orban a devenit membru în Consiliul Național al PNL. Între 2001 și 2002 a fost membru în Biroul Permanent Central al PNL. În perioada 2002–2008 a fost președintele PNL București și președintele Comisiei de Administrație Publică a PNL.
Ca urmare a remanierii guvernamentale din 5 aprilie 2007, Ludovic Orban a fost numit în funcția de ministru al Transporturilor în Guvernul Tăriceanu, pe care a îndeplinit-o până la încheierea mandatului acestui guvern, pe 22 decembrie 2008. La alegerile parlamentare din 2008 a fost ales deputat de București, mandat pe care și l-a reînnoit în 2012. Orban a mai candidat la alegerile europarlamentare din 7 iunie 2009, din partea PNL, pe locul 23, dar nu s-a calificat pentru un loc în Parlamentul European.
La congresul PNL din 2009, Ludovic Orban a candidat în echipa lui Crin Antonescu, cel care a reușit să-l detroneze pe Călin Popescu-Tăriceanu de la șefia PNL, și a fost ales prim-vicepreședinte al partidului. După numai un an însă, a pierdut funcția în urma disputelor cu liderul partidului. Ludovic Orban s-a remarcat ca un fervent critic al conducerilor PNL, atât în perioada în care partidul era condus de Călin Popescu-Tăriceanu, cât și atunci când la președinția formațiunii s-a aflat Crin Antonescu. Ludovic Orban s-a pronunțat public și a fost singurul lider liberal care s-a opus înființării USL în 2011, alianță construită după ideea lui Dan Voiculescu, spunând că amestecarea stângii cu dreapta nu este sănătoasă pentru democrație.
Ludovic Orban a candidat de mai multe ori la Primăria Generală a Capitalei, dar fără succes. Atât în 2008, cât și în 2012 a pierdut alegerile în fața lui Sorin Oprescu, candidatul susținut de PSD și, ulterior, de USL. În februarie 2016, PNL l-a desemnat pentru a treia oară candidat la Primăria Bucureștiului, în locul lui Cristian Bușoi care s-a retras din cursă. A renunțat la candidatură după ce DNA l-a pus sub acuzare pentru că și-ar fi folosit funcția și ar fi cerut 50.000 de euro de la omul de afaceri Tiberiu Urdăreanu ca să își susțină campania electorală. Trimis în judecată, el a fost achitat definitiv în martie 2018 de către ÎCCJ.
A fost ales președinte al Partidului Național Liberal, pe 17 iunie 2017, în cadrul Congresului formațiunii desfășurat în București, întrunind 3.518 voturi. Ludovic Orban a mai candidat la șefia PNL în anii 2002, 2009 și în decembrie 2014, fiind învins de Theodor Stolojan, Crin Antonescu, respectiv de Alina Gorghiu.
În octombrie 2019, după căderea Guvernului Dăncilă, președintele Klaus Iohannis l-a însărcinat pe Orban să formeze un nou guvern. Cabinetul său a primit votul de încredere al Parlamentului pe 4 noiembrie, în ciuda boicotului PSD și PRO România. În seara aceleiași zile, a depus jurământul la Palatul Cotroceni.
La data de 5 februarie 2020 guvernul Orban a fost demis prin votul de neîncredere a 261 de parlamentari. La data de 6 februarie 2020 a fost iar propus de către Klaus Iohannis pentru funcția de premier.
La data de 25 februarie 2020 și-a depus mandatul de premier desemnat, după ce Curtea Constituțională a României a decis că desemnarea de la data de 6 februarie 2020 este neconstituțională. 
La data de 13 martie 2020 a fost propus din nou de către Klaus Iohannis pentru funcția de premier după ce Florin Cîțu a renunțat la mandatul de premier desemnat, și a fost reînvestit cu 286 de voturi "pentru" pe fondul răspândirii coronavirozei.
În data de 7 decembrie 2020 și-a depus mandatul de prim-ministru. În data de 22 decembrie a fost ales președinte al Camerei Deputaților.
După congresul PNL din septembrie 2021 care l-a ales pe Florin Cîțu în funcția de președinte de partid, Ludovic Orban a acuzat că la respectivul congres au avut loc „cele mai grave încălcări ale normelor democratice care au fost săvârșite vreodată într-un partid politic, în ultimii 31 de ani” și și-a oferit demisia din funcția de președinte al Camerei Deputaților

## Controverse
Ludovic Orban este o personalitate oarecum controversată, cunoscută pentru declarațiile sale provocatoare. Un critic înverșunat al fostului președinte Traian Băsescu, l-a numit „imbecil” pentru afirmațiile sale privind atitudinea „imbecilă” a unui ministru din Guvernul Tăriceanu în timpul inundațiilor din vara lui 2008. Cu altă ocazie, Orban l-a comparat pe Băsescu cu Sauron, stăpânul Ținutului întunericului din filmul Stăpânul inelelor. De asemenea, el a criticat Guvernul Boc, care în 2009 era compus din PDL-ul apropiat de Băsescu și PSD, referindu-se la liderul de atunci al partidului din urmă, Mircea Geoană, ca „stewardul” lui Băsescu. În martie 2006, prezent la conferința Organizației Județene Alba a Femeilor Liberale, Orban a fost acuzat de sexism pentru declarația „Nu trebuie să treceți prin patul niciunui șef dacă vreți să ajungeți în funcții publice importante”, dând exemple pe Raluca Turcan, Mioara Mantale și Elena Udrea.

## Viață personală
Ludovic Orban este căsătorit cu Mihaela, de profesie psiholog și psihopedagog. Cei doi au un fiu, Tudor. Ludovic Orban are ca hobby-uri bridge-ul, șahul și cântatul la chitară. Interpret amator, a apărut în multe înregistrări de televiziune cântând la chitară sau interpretând arii de operetă ori melodii populare.